# ناحیه استانیش، میشیگان
ناحیه استانیش (به انگلیسی: Standish Township) یک منطقهٔ مسکونی در ایالات متحده آمریکا است که در شهرستان ارناک، میشیگان واقع شده‌است.
 ناحیه استانیش ۷۹٫۰ کیلومتر مربع مساحت و ۱٬۹۰۰ نفر جمعیت دارد و ۱۸۵ متر بالاتر از سطح دریا واقع شده‌است.